# Барабаш, Афанасий Семёнович
Афана́сий Семёнович Бараба́ш (18 апреля [1 мая] 1908 года — 8 сентября 1996 года) — советский офицер, участник Великой Отечественной войны, командир 22-го гвардейского отдельного танкового полка 51-й армии 4-го Украинского фронта, гвардии подполковник.
Герой Советского Союза (16.05.1944), полковник запаса (с 1957 года).

## Биография
Родился 18 апреля (1 мая) 1908 года в селе Процовка, ныне в черте города Ромны Сумской области (Украина), в семье рабочего. Украинец. Член ВКП(б)/КПСС с 1930 года. Рано потеряв отца, подростком пошёл работать, одновременно учился. Окончил школу ФЗУ. В 1929 году, как лучшего работника одного из роменских предприятий, его послали учиться в Москву. В 1932 году окончил индустриальный техникум.
В 1932 году призван в ряды Красной Армии. В 1934 году окончил бронетанковую школу. Затем стал кадровым военным. Сначала был командиром взвода, затем — танковой роты, начальником полковой школы. В 1939 году А. С. Барабаш зачислен слушателем инженерного факультета военно-хозяйственной академии в Харькове.
Участник Великой Отечественной войны с 22 июня 1941 года. Воевал на Западном, Брянском, Сталинградском, Южном, 4-м Украинском, 3-м Прибалтийском, 1-м Белорусском фронтах. Был контужен.
22-й гвардейский отдельный танковый полк (51-я армия, 4-й Украинский фронт) под командованием гвардии подполковника А. С. Барабаша 9 апреля 1944 года, действуя с сивашского плацдарма в Крыму, атаковал позиции гитлеровцев на высоте и во взаимодействии со стрелковыми подразделениями захватил её. За 3 дня боёв прорвал оборону противника на глубину до 80 км. В боях за освобождение Севастополя в мае 1944 года танк командира одним из первых ворвался в город.
Указом Президиума Верховного Совета СССР от 16 мая 1944 года за мужество и отвагу, умелое руководство танковым полком в боях за Крым, гвардии подполковнику Барабашу Афанасию Семёновичу присвоено звание Героя Советского Союза с вручением ордена Ленина и медали «Золотая Звезда» (№ 2290).
После войны продолжал службу в Вооруженных Силах. В 1955 году окончил Высшие академические курсы при Военной академии бронетанковых войск. С 1957 года полковник А. Ф. Барабаш — в запасе.
Жил в Киеве (Украина). Работал старшим инженером в одном из научно-исследовательских институтов Киева. Умер 8 сентября 1996 года.

## Награды
- Медаль «Золотая Звезда» Героя Советского Союза (№ 2290, 16.05.1944)
- Два ордена Ленина (16.05.1944; 5.11.1954)
- Четыре ордена Красного Знамени (29.06.1943; 6.08.1943; 14.06.1945; 15.11.1950)
- Орден Суворова III степени (8.03.1945)
- Орден Александра Невского (6.10.1943)
- Два ордена Отечественной войны I степени (21.05.1944; 11.03.1985)
- Два ордена Красной Звезды (20.06.1948; …)
- Медали, в том числе:
  - Медаль «За боевые заслуги»
  - Медаль «За победу над Германией в Великой Отечественной войне 1941—1945 гг.»
  - Юбилейная медаль «Двадцать лет Победы в Великой Отечественной войне 1941—1945 гг.»
  - Юбилейная медаль «Тридцать лет Победы в Великой Отечественной войне 1941—1945 гг.»
  - Юбилейная медаль «Сорок лет Победы в Великой Отечественной войне 1941—1945 гг.»
- Польский орден «Крест Храбрых»

## Память
- Похоронен на Берковецком кладбище в Киеве.
- В городе Ромны Сумской области (Украина) на Аллее Героев установлен памятный стенд А. С. Барабаша.